# Ángel Quirantes
Ángel Quirantes (Granada, 1955) es un militar retirado español y ha trabajado durante muchos años como ojeador y director deportivo en diversos clubes del fútbol español. Actualmente en 2016, forma parte de la secretaría técnica de la La Hoya Lorca Club de Fútbol. 

## Biografía
Quirantes es hijo de un piloto de la Academia General del Aire, nació en Granada de casualidad, pues era en esta ciudad donde trabaja su padre como mando del Ejército. Vivió en San Javier y jugó en el Agrupación Deportiva Mar Menor-San Javier. Se rompió el menisco jugando un partido con el Isaac Peral. 
Fue teniente coronel del Ejército y trabajó durante diez años en la farmacia del Hospital Naval de Cartagena. Al prejubilarse se metió de lleno el mundo del fútbol.
Ha sido ojeador del Real Murcia en diversas ocasiones, del Rayo Vallecano y del Recreativo de Huelva. En mayo de 2011, Ángel Quirantes fue nombrado director deportivo del FC Cartagena, con lo que ocupará un puesto que ha estado vacante desde el mes de diciembre de 2010, cuando fue destituido David Buitrago.
Al término de la segunda jornada de la temporada 2011/12, Ángel presentó su renuncia al cargo de director deportivo del FC Cartagena tras la derrota sufrida por los albinegros (segunda en dos partidos en el actual Campeonato de Segunda A) ante el FC Barcelona"B" (0-4). Había asumido sus funciones en dicho verano, caracterizándose su gestión por una rápida confección del plantel.
En 2016, firma un contrato como secretario técnico de La Hoya Lorca Club de Fútbol, tras la marcha de Manuel Molina, después de adquirir el club lorquino el empresario chino Xu Genbao.